# Thorns
Thorns Ltd. (antes conocida sólo como Thorns) es una banda noruega de metal y electrónica que formó parte del movimiento del black metal noruego. Publicaron dos demos de gran influencia Grymyrk (1991) y Trøndertun (1992) y solo publicarían un álbum de larga duración Thorns (2001).

## Miembros
- Aldrahn (Bjørn Dencker) - voz
- Blackthorn (Snorre Westvold Ruch) – guitarra, teclista
- Jon T. Wesseltoft - bajo
- Christian Broholt - guitarra
- Kenneth Kapstad - batería

Exmiembros
- Marius Vold - voz, bajo (1989-1992)
- Satyr (Sigurd Wongraven) - voz (1998-2000)
- Harald Eilertsen - bajo (1991-1992)
- Ronnie K. Prize - bajo (1992)
- Bård G. "Faust" Eithun - batería (1990-1992)
- Terje M. Kråbøl - batería (1992)
- Hellhammer (Jan Axel Blomberg) - batería (1998-2000)

## Discografía
Álbumes de estudio
- 2001: Thorns

EP
- 2002: Embrace / Fragment

Álbumes recopilatorios
- 2007: Stigma Diabolicum

Demo
- 1991: Grymyrk
- 1992: Trøndertun

Álbum split
- 1999: Thorns vs. Emperor (con Emperor)
- 2002: Société Anonyme (con Melgaard)